# Didier Martel
Didier Martel (Fréjus, 26 oktober 1971) is een voormalig Frans profvoetballer die in zijn carrière onder meer is uitgekomen voor FC Utrecht en Vitesse.

## Carrière
Martel genoot zijn opleiding bij het Franse AJ Auxerre, maar wist daar nooit door te breken. Hij verhuisde naar Olympique Nîmes, waar hij drie seizoenen lang geregeld in de basis zou staan. Na Châteauroux kwam hij terecht bij de topclub Paris Saint-Germain, waar hij in 2 seizoenen echter slechts 12 wedstrijden zou spelen. De Fransman verhuisde naar Nederland, en tekende een contract bij FC Utrecht. Het eerste seizoen kwam hij weinig aan spelen toe, maar in het seizoen 1999-2000 bleek Martel een vaste waarde, en werd hij met 8 doelpunten clubtopscorer. Vervolgens zou hij vier seizoenen bij Vitesse spelen waarna hij in 2004, na een korte periode bij Helmond Sport, naar Frankrijk terugkeerde. Daar speelde hij nog een jaar op het vijfde niveau bij Lunel.
Na zijn actieve carrière werkte hij voor Vitesse als techniektrainer. Tegenwoordig werkt hij voor FC Utrecht als scout.

## Clubstatistieken
| Seizoen | Club                | Duels | Goals | Competitie     |
| ------- | ------------------- | ----- | ----- | -------------- |
| 1992/93 | Olympique Nîmes     | 22    | 3     | Ligue 1        |
| 1993/94 | Olympique Nîmes     | 36    | 11    | Ligue 2        |
| 1994/95 | Olympique Nîmes     | 13    | 2     | Ligue 2        |
| 1995/96 | Châteauroux         | 36    | 3     | Ligue 2        |
| 1996/97 | Châteauroux         | 33    | 7     | Ligue 2        |
| 1997/98 | Châteauroux         | 9     | 2     | Ligue 1        |
|         | Paris Saint-Germain | 2     | 0     | Ligue 1        |
| 1998/99 | Paris Saint-Germain | 0     | 0     | Ligue 1        |
|         | FC Utrecht          | 13    | 2     | Eredivisie     |
| 1999/00 | FC Utrecht          | 31    | 8     | Eredivisie     |
| 2000/01 | Vitesse             | 14    | 5     | Eredivisie     |
| 2001/02 | Vitesse             | 27    | 2     | Eredivisie     |
| 2002/03 | Vitesse             | 24    | 0     | Eredivisie     |
| 2003/04 | Vitesse             | 13    | 1     | Eredivisie     |
|         | Helmond Sport       | 7     | 0     | Eerste divisie |
| 2004/05 | Lunel Gallia Club   |       |       |                |